# Richard Nový
Richard Nový (Prága, 1937. április 3. –) Európa-bajnoki és olimpiai bronzérmes cseh evezős.

## Pályafutása
Az 1964-es tokiói olimpián nyolcasban bronzérmes lett. Az 1963-as koppenhágai Európa-bajnokságokon bronzérmet szerzett ugyan ebben a versenyszámban.

## Sikerei, díjai
- Olimpiai játékok – nyolcas
  - bronzérmes: 1964, Tokió
- Európa-bajnokság – nyolcas
  - bronzérmes: 1963